# 말벌아과
말벌아과는 말벌과의 하위 분류다. 주로 온대지방에 서식하며, 땅 속에 집을 짓거나 나뭇가지에 집을 짓는 등 다양한 곳에 군체를 만들어 산다.

## 하위 속
- 중땅벌속(Dolichovespula)
- †Palaeovespa
- Provespa
- 말벌속(Vespa)
- 땅벌속(Vespula)